# Магнус (герцог Вюртемберг-Нойєнбюрг)
Магнус (нім. Magnus; 2 грудня 1594 — 6 травня 1622) — герцог Вюртемберг-Нойєнбюрг в 1617—1622 роках.

## Життєпис
Походив з Вюртемберзького дому, гілки Монбельяр. Восьмий син Фрідріха I, герцога Вюртембергу, та Сибіли Ангальтської. Народився 1594 року в Кірхгайм-унтер-Тек. Здобув освіту в лицарській академії у Тюбінгені. Виріс запеклим лютеранином. Здійснив ознайомчу подорож до Франції і Італії. деякий час перебував на військовій службі Венеціанської республіки.
1608 року після смерті батька герцогство Вюртемберг успадкував старший брат Йоганн Фрідріх. Став очільником одного з військ Протестантської ліги.
Невдовзі разом з братом Людвігом Фрідріхом і іншими братами став наполягати на поділі родинних володінь. Він відбувся 1617 року, внаслідок чого Магнус отримав замок Нойєнбюрг з округою 0північний захід Вюртембергу на кордоні з Баденом, титул герцога і щорічний пенсіон в 10 тис. гульденів.
З початком 1618 року Тридцятирічної війни виступав за активні дії Вюртемберга на боці протестанських держав. 1621 року з полком приєднався до пфальцького війська на чолі із Ернстом Мансфельдом, в лавах якого відзначився у квітні 1622 року в битві  біля Мінгользгайма, де перемогу здобули протестанти.
Потім з'єднався з військом Георга Фрідріха, маркграфа Баден-Дурлаху. Втім останній 6 травня 1622 року зазнав нищівної поразки в битві біля Вімпфену, де загинув герцог Мангус. Його володіння було приєднано до герцогства Вюртемберг.